# Timofei Screabin
Timofei Screabin (în rusă Тимофей Скрябин; n. 14 noiembrie 1967, Bălți, RSS Moldovenească, URSS) este un pugilist din Republica Moldova, medaliat cu bronz la Seul 1988.

## Biografie
Timofei Scriabin s-a născut la data de 14 noiembrie 1967. A fost multiplu campion al Republicii Moldova, finalist al Cupei URSS în anul 1986.
A reprezentat URSS la Seul 1988, obținând medalia de bronz olimpic la box, cat. 51 kg (muscă). A devenit apoi campion al URSS (1989-1990). După un an, obține medalia de argint la cat. 54 kg (cocoș) la Campionatul European de Box din anul 1989, desfășurat la Atena (Grecia).
În anul 1998 a fost medaliat cu bronz la Cupa Mondială. A câștigat șase întreceri internaționale organizate în Germania, Polonia, România, Thailanda și Rusia. Este maestru al sportului în box.